# Ексохи (дем Катерини)
Вижте пояснителната страница за други значения на Ексохи.
Ексохи или Каливия Харадрас (на гръцки: Εξοχή, до 1966 година Καλύβια Χαράδρας, Каливия Харадрас ) е село в Северна Гърция, в дем Катерини, област Централна Македония.

## География
Селото е разположено на 12 km северозападно от град Катерини на 280 m надморска височина.

## История
Селото възниква като колиби на жителите на Братинища (Харадра). Първоначално е част от Берско, а в 1923 година е присъединено към Катеринско (Пиерия).
Населението произвежда жито, тютюн и се занимава частично и със скотовъдство.
| Година    | 1913 | 1920 | 1928 | 1940 | 1951 | 1961 | 1971 | 1981 | 1991 | 2001 | 2011 | 2021 |
| --------- | ---- | ---- | ---- | ---- | ---- | ---- | ---- | ---- | ---- | ---- | ---- | ---- |
| Население | 78   | 63   | 200  | 705  | 623  | 961  | 720  | 577  | 692  | 518  | 446  | 378  |

## Личности
Родени в Ексохи
- Аристовул Кириадзис (р. 1970), архиепископ на Йерусалимската патриаршия
- Теофилакт Дзумеркас (р. 1945), митрополит на Алексадрийската патриаршия